# Décès en mai 2002
Décès
- 1998
- 1999
- 2000
- 2001
- 2002
- 2003
- 2004
- 2005
- 2006

Pour une information complémentaire, voir la page d'aide.

| Date    | Nom                    | Activités                                                                                            | Âge | Source |
| ------- | ---------------------- | --- | --- | ------ |
| 1er mai | Earl Hammond           | Acteur américain.                                                                                    | 80  |        |
| 1er mai | Raymond Thomas         | athlète et universitaire français.                                                                   | 71  |        |
| 2 mai   | Lucien Bochard         | Footballeur français                                                                                 | 76  |        |
| 2 mai   | Rosa García Ascot      | Compositrice et pianiste espagnole.                                                                  | 100 |        |
| 2 mai   | Richard Stücklen       | Homme politique Ouest-allemand qui fut ministre des postes et des télécommunications.                | 85  |        |
| 2 mai   | Hideo Suzuki           | Réalisateur et scénariste japonais.                                                                  | 85  |        |
| 2 mai   | William Tutte          | Mathématicien et cryptanalyste britannique puis canadien.                                            | 84  |        |
| 3 mai   | Nentcho Christov       | Coureur cycliste bulgare.                                                                            | 68  |        |
| 3 mai   | Tom Sutton             | Auteur et dessinateur de comics américain.                                                           | 65  |        |
| 3 mai   | Ievgueni Svetlanov     | Chef d'orchestre, pianiste et compositeur soviétique puis russe.                                     | 73  |        |
| 4 mai   | François Adam          | Coureur cycliste belge.                                                                              | 90  |        |
| 4 mai   | Eucher Corbeil         | Syndicaliste canadien.                                                                               | 89  |        |
| 5 mai   | Antoine Riboud         | Fondateur et ancien président du groupe Danone.                                                      | 83  |        |
| 5 mai   | George Sidney          | Réalisateur et producteur américain.                                                                 | 85  |        |
| 5 mai   | Hugo Banzer Suárez     | Homme politique bolivien qui fut Président de la Bolivie.                                            | 75  |        |
| 5 mai   | Čestmír Vycpálek       | Joueur puis entraîneur de football tchécoslovaque.                                                   | 80  | (it)   |
| 6 mai   | Murray Adaskin         | Violoniste, compositeur, chef d'orchestre et pédagogue canadien.                                     | 96  |        |
| 6 mai   | Pim Fortuyn            | Homme politique néerlandais.                                                                         | 54  |        |
| 7 mai   | Xavier Montsalvatge    | Compositeur et critique musical espagnol.                                                            | 90  |        |
| 9 mai   | René Pechère           | Paysagiste belge.                                                                                    | 94  |        |
| 10 mai  | Yves Robert            | Acteur, scénariste, réalisateur et producteur français.                                              | 81  |        |
| 11 mai  | Käthe Kirschmann       | Femme politique allemande.                                                                           | 87  |        |
| 11 mai  | William Peed           | Scénariste américaine.                                                                               | 87  |        |
| 12 mai  | Pierre Tribié          | Syndicaliste français.                                                                               | 91  |        |
| 12 mai  | Kanitha Wichiencharoen | Défenseure des droits des femmes en Thaïlande.                                                       | 81  |        |
| 13 mai  | Valeri Lobanovski      | Footballeur international soviétique.                                                                | 63  | (uk)   |
| 14 mai  | Ray Stricklyn          | Acteur américain.                                                                                    | 73  |        |
| 15 mai  | Antonio Gracia López   | Footballeur espagnol.                                                                                | 85  | (en)   |
| 15 mai  | Esko Tie               | Joueur de hockey sur glace finlandais.                                                               | 73  |        |
| 16 mai  | Christian Vebel        | Chansonnier français.                                                                                | 91  |        |
| 17 mai  | Gloria Jacobsen        | Illusionniste américaine.                                                                            | 74  |        |
| 17 mai  | Aşık Mahzuni Şerif     | Poète, chanteur, compositeur et joueur de saz turc.                                                  | 61  |        |
| 18 mai  | Song Hye-rim           | Actrice Nord-coréenne qui fut la maîtresse du Président Kim Jong-il.                                 | 65  |        |
| 18 mai  | Davey Boy Smith        | Catcheur britannique.                                                                                | 39  |        |
| 19 mai  | John Gorton            | Homme politique australien qui occupa le poste de Premier ministre.                                  | 90  |        |
| 19 mai  | Hans Posegga           | Compositeur, pianiste et chef d'orchestre allemand.                                                  | 85  |        |
| 19 mai  | Giuseppe Maria Scotese | réalisateur, scénariste et peintre italien.                                                          | 86  | (it)   |
| 20 mai  | Stephen Jay Gould      | Paléontologue américain.                                                                             | 60  |        |
| 20 mai  | Bob Grossman           | Pilote automobile américain.                                                                         | 79  |        |
| 21 mai  | Michel Grosclaude      | Philosophe et linguiste français.                                                                    | 75  |        |
| 21 mai  | Niki de Saint Phalle   | Peintre et sculptrice franco-américaine.                                                             | 71  |        |
| 22 mai  | Alexandru Todea        | Cardinal roumain.                                                                                    | 89  |        |
| 23 mai  | Louis Junquas          | Joueur de rugby à XV français.                                                                       | 81  |        |
| 23 mai  | Sam Snead              | Golfeur américain.                                                                                   | 89  |        |
| 23 mai  | Dorothy Spencer        | Monteuse américaine.                                                                                 | 93  |        |
| 24 mai  | Xi Zhongxun            | Homme politique chinois.                                                                             | 88  |        |
| 26 mai  | Michel Jobert          | Homme politique français qui fut ministre des affaires étrangères et ministre du commerce extérieur. | 80  |        |
| 26 mai  | Nathan Mantel          | biostatisticien américain.                                                                           | 83  |        |
| 26 mai  | Jean-Jacques Petter    | Zoologiste français.                                                                                 | 74  |        |
| 26 mai  | Mamo Wolde             | Athlète éthiopien pratiquant le marathon. Champion olympique aux Jeux olympiques de 1968.            | 69  |        |
| 27 mai  | Vitali Solomine        | Acteur soviétique.                                                                                   | 60  |        |
| 28 mai  | Mildred Wirt Benson    | écrivaine américaine.                                                                                | 96  |        |
| 28 mai  | Jürgen Werner          | Footballeur ouest-allemand.                                                                          | 66  | (de)   |
| 29 mai  | Gunnar Jarring         | Diplomate et turcologue suédois.                                                                     | 94  |        |
| 29 mai  | Elémire Zolla          | Écrivain, philosophe et historien des religions italien.                                             | 75  |        |
| 30 mai  | Jean-Denis Malclès     | Peintre, affichiste et décorateur français.                                                          | 90  |        |